# 岳たかはし
岳 たかはし（がく たかはし、1987年4月22日 - ）は、日本の元プロボクサー。本名は高橋 岳。北海道夕張市出身。元川崎新田ボクシングジム所属。

## 来歴
小学校時代は野球、中学・高校とハンドボールで活躍。
卒業後、新田ジムに入門。
2006年5月22日、スーパーウェルター級にて本名でデビュー。源一輝（小熊）を判定で下す。
2006年9月12日、2戦目にして清水直人（伴流）にTKOで初敗北。
2007年2月7日、金子貴勇を1RTKOで下し、初のKO勝利。
2007年4月17日の第4戦よりリングネームを「岳 たかはし」とする。この年の全日本ウェルター級新人王を獲得。
2008年9月よりテレビ東京「TOKYOマヨカラ!」に出演中。
2009年8月22日、レイジングバトル70.0kg契約準決勝で日本ミドル級3位で同じサウスポーの江口啓二（姫路木下）と対戦し、初回0分36秒TKO勝利を収めた。
2009年10月23日、同トーナメント決勝で日本ミドル級5位として同ウェルター級6位の渡部あきのりと対戦し、0-2の判定負けを喫した。
2010年4月26日の試合後のCT検査で、脳内出血が確認され引退した。
2014年9月19日、約4年5カ月ぶりの復帰戦でアメリカに活動の場を移した初戦をハビエル・アルボニカと対戦し、4回2-0の判定勝利を収めた。
2017年3月14日、ミシシッピ州でジャモンティ・クラーク対戦し、7回TKO負けを喫した。米国ではFox Sports 1のボクシング中継番組『プレミア・ボクシング・チャンピオンズ』で中継された。
2018年4月7日、カリフォルニア州サンフランシスコでカリム・メイフィールドと対戦し、8回判定負けを喫した。

## 獲得タイトル
- 第64回東日本ウェルター級新人王
- 第54回全日本ウェルター級新人王